# Coupe d'Algérie de basket-ball 1993-1994
Navigation
Coupe d'Algérie 1992-1993 Coupe d'Algérie 1994-1995
La Coupe d'Algérie 1993-1994 est la 25e édition de la Coupe d'Algérie de basket-ball, compétition à élimination directe mettant aux prises des clubs de basket-ball amateurs et professionnels affiliés à la fédération algérienne de basket-ball.

## Huitièmes de finale
- jeudi 24 et vendredi 25 Mars 1994 :
- MCAlger bat IRHussein-Dey (105-56)
- RAMAlger bat ASBordj Bou Arréridj (81-56)
- SRAnnaba bat MSCherchell (90-63)
- IRB/ECTA bat CRM Bir Khadem (108-74)
- MSPBatna (D Régional Est)  bat IRB El-Harrach (66-60)
- WABoufarik bat USMAlger (104-75)
- lundi 4 avril 1994 a Chlef  .
- NAHussein-Dey bat CRTémouchent (71 à 56)
- Mcoran bat USMBlida (79 à 78) .
- Source :
- L'Hebdomadaire  El-Mountakheb  Algérie N° 427 du samedi 26 mars 1994 page 14 .
- L'Hebdomadaire ,  le Sport  Algérie N° 48 du lundi 28 mars 1994 page 9 (ce journal édité par le quotidien el-moudjahid) .
- le Quotidien , El-Djemhouria  Algérie N° 9766 du lundi 28 mars 1994 page 21 .
- le Quotidien ,  El-Djemhouria N° 9774 du mercredi 6 avril  1994  page 24 .

## Finale
| 15 juillet 1994 18h30 | [ 1 ] | WA Boufarik 102, IRB/ECT Alger 96 | WA Boufarik 102, IRB/ECT Alger 96 | WA Boufarik 102, IRB/ECT Alger 96 |  | Salle Harcha Hassan, Alger Arbitres : Ghezali, Mourida |
| 15 juillet 1994 18h30 | [ 1 ] | Score par mi-temps : 46-51, 56-45 |                                   |                                   |  | Salle Harcha Hassan, Alger Arbitres : Ghezali, Mourida |
| 15 juillet 1994 18h30 | [ 1 ] | Mohamed Yahia, 39                 | Points                            | A.Benremdane, 34                  |  | Salle Harcha Hassan, Alger Arbitres : Ghezali, Mourida |

- WA Boufarik Sahraoui Tedjeddine (18pts). Mehnaoui Samir (24). l Aissaoui (5). f.Deghar (5). A.M.H.Foul (11). Yahia Mohamed (39). M.Smail (5). H.Khaldi (5). A.Chenief (5). khalid Mehnaoui (5) .*entraineurs ; Fouzi Belbekri et Karim Rezig.
- IRB/ECT Alger Chouiha Youcef (15). R.Aliane (6). A.Sekhi (7). Harouni.F (14). Chiah.A (18). Lakhdar.S (7). Benmoumene.A (7). Benremdane.A (34). M.I.Rachedi (2). S.Idres (18). *entraineurs ; Rabah Terrai et Sid Ali Khoukhi.